# Sadău, Suceava
Sadău este un sat în comuna Brodina din județul Suceava, Bucovina, România.

## Legături externe
- pl Sadeu în Dicționarul geografic al Regatului Poloniei și al altor țări slave, volum X (Rukszenice — Sochaczew) 1889

 Acest articol despre o localitate din județul Suceava este deocamdată un ciot. Puteți ajuta Wikipedia prin completarea lui.